# 남천우
남천우(南天祐, 1895년 3월 24일 ~ 1969년 6월 30일)는 한국의 독립운동가, 감리교 목사이다. 호는 일포(一抱). 강원도 홍천 출신으로 초창기에는 홍천, 양구군에서 활동하다가 해방 직후에는 충청남도에서 감리교회 목사로 활동했다.
1919년 3·1 운동이 일어났을 때 홍천 지역의 만세시위를 주도했고 상하이 대한민국 임시정부와 연계해 활동했다. 임시정부의 연통제 실시로 강원도 책임자가 되었고 1927년 신간회 양구군지부 조직을 주도했다. 1920년부터 전도 생활을 시작하여 1925년안수를 받고 목회자가 되었다. 1928년 이후 양구교회와 인제군의 인제교회에서 목회 활동을 했다. 인제에서는 인제 정의여학교 교감도 겸직했다. 1943년 대전으로 이동해 대전제일감리교회 목사로 시무하다가 해방 후에는 1945년 9월 미군정 충청남도 고문회 고문, 11월 미군정 민정관을 지내다가 1947년 11월 대전중앙교회를 열고 담임목사가 되었다.

## 생애
강원도 홍천 출신이다. 보통학교를 졸업하고 경성부의 휘문고등보통학교에서 2년간 수학하였고, 1919년 세례를 받아 기독교인에 되었다.
1919년 3·1 운동이 일어났을 때 홍천 지역의 시위를 조직한 것을 시작으로 상하이 대한민국 임시정부와 연계해 활동했다. 임시정부의 연통제 실시로 강원도 책임자가 되었고 1927년에는 신간회에 가입해 양구군 조직을 담당했다.
한편, 1920년부터 전도 생활을 시작하여 1925년 집사목사 안수를 받고 목회자가 되었다. 1928년 협성신학교를 제14회로 졸업한 뒤 양구교회와 인제군의 인제교회에서 목회 활동을 했다. 인제에서는 인제 정의여학교 교감도 겸직했다.
이 무렵 강원도에는 남궁억이 내려와 민족운동을 벌이고 있는데, 남천우는 남궁억과 교분을 갖게 되었다. 1932년 남궁억을 중심으로 홍천교회 목사 유자훈, 남천우 등이 참가한 기독교 비밀결사 십자가당이 조직되었다. 십자가당은 유자훈의 영향으로 계급과 민족의식을 배격하는 기독교사회주의적 성격을 품고 있었으며, 기독교 기반의 이상적인 농촌 공동체, 즉 ‘공존공영의 지상천국 건설’이 목표였다. 그러나 1933년 십자가당 조직이 적발되어 관련자들이 모두 체포되었다. 남천우도 징역 1년 6개월형을 선고받고 서대문형무소에서 복역했다.
출옥한 후 행적에 친일 혐의가 있다. 만주로 건너가 만주감리교신학교 교수로 재직한 뒤, 1939년 장로목사 안수를 받고 원산부의 중청교회 목사로 부임했다. 원산지방 감리사로 임명되었고 일본기독교조선감리교단 함경교구장을 역임했다. 당시 감리교회는 정춘수의 주도로 기독교 교파 중 가장 먼저 신사참배 강요에 공식적으로 동조하고 교회 황민화에 앞장서던 시기였다.
1943년 대전으로 이동하여 대전제일감리교회를 맡았다. 태평양 전쟁 말기 일본이 조선의 양대 기독교 교단인 감리교와 장로교는 물론 군소 교파까지 일원화하여 일본 기독교 산하에 통합시키고자 교단합동추진위원회를 출범시켰고, 결국 1945년 일본기독교 조선교단을 발족되었다. 남천우는 이 교단의 충남교구장에 임명되었다.
광복 후에는 정치에 관심을 보여 1945년 9월 미군정 주둔후 충청남도 고문회 고문이 되었다. 10월 2일 이승만 귀국 후에는 이승만 주도로 조직한 대한독립촉성국민회 충청남도지부 지부장이 되고, 11월 미군정 충청남도 고문 민정관 등을 지냈다. 1947년 11월 감리교 대전중앙교회를 설립해 담임하기도 했다. 1958년 민주당 중앙위원에 피선된 것을 끝으로 1960년 정계에서 은퇴하여 농장을 경영하며 노후를 보냈다.

## 사후
3·1 운동 참가와 십자가당 결사 공적으로1977년 대통령표창에 이어 1990년 건국훈장 애족장을 추서받았으나, 2008년 공개된 민족문제연구소의 친일인명사전 수록예정자 명단 중 종교 부문에도 포함되어 있다.
아들 남기철도 감리교 목사가 되어 목원대학교 학장과 이사장을 지냈다.

## 역대 선거 결과
| 실시년도 | 선거   | 대수 | 직책     | 선거구      | 정당               | 득표수  | 득표율          | 순위 | 당락 | 비고 |
| -------- | ------ | ---- | -------- | ----------- | ------------------ | ------- | --------------- | ---- | ---- | ---- |
| 1948년   | 총선   | 1대  | 국회의원 | 충남 대전부 | 대한독립촉성국민회 | 6,628표 | \| \| 17.12% \| | 4위  | 낙선 |      |
|          | 17.12% |      |          |             |                    |         |                 |      |      |      |

## 상훈
- 건국훈장 애족장 - 1990년 서훈, 2010년 취소

## 같이 보기
- 십자가당 사건
- 대전제일감리교회
- 대전중앙교회

## 참고자료
- 남천우 : 독립유공자 공훈록 - 국가보훈처
- “남천우(南天祐)”. 한국컴퓨터선교회. 2008년 1월 29일에 확인함.
- 김덕련 (2005년 8월 31일). “‘김성수는 2등급, 유관순은 3등급 - [발굴] 주요 친일명단 120명 중 34명 해방후 훈·포장·표창 서훈”. 오마이뉴스. 2008년 1월 29일에 확인함. |제목=에 지움 문자가 있음(위치 1) (도움말)
- “일제강점기 기독교 십자가당 사건 진상”. 종교신문. 2005년 9월 7일. 2006년 2월 16일에 원본 문서에서 보존된 문서. 2008년 1월 29일에 확인함.